# 김근수 (1912년)
김근수(金根洙, 1912년 9월 17일 ~ 1992년 1월 30일)는 일제 강점기의 독립운동가이다.

## 생애

### 관향과 별칭
본관은 의성(義城)이며 호(號)는 진양(晉陽), 일명은 김석(金石)·왕석(王碩)이다.

### 일생
경상남도 진주에서 출생한 그는 1931년 국민정부 시대 중화민국 장쑤 성 상하이로 건너가 1931년에서 1940년까지 대한민국 임시정부 경무국 비서관 직책을 거쳐 1940년 대한광복군(大韓光復軍)에 가담하여 항일 독립 투쟁을 전개하였다. 대한광복군은 1940년 9월 17일 국민정부 시대 중화민국 쓰촨 성 충칭(重慶)에서 조직된 이후 1945년 8·15 조선국 광복 때까지 대한민국 임시정부의 휘하에서 활동을 한 대표적인 항일 독립 운동 군대이다.
그는 대한광복군 제1지대 시절 국민정부 시대 중화민국 대륙 본토 산시(山西)·화베이(華北) 지구 등지에서 지하 공작 작전 등에 가담을 하는 등 일제 강점기 시대 말기 항일 독립 운동에 앞장을 섰다. 1945년 8월 15일 중화민국 광둥 성 광저우에서 일본국 패망과 조선국 광복을 목도하였고 1946년 5월 13일에 미 군정 남조선 과도정부 서울 땅으로 귀국 및 귀환을 하여 1948년 8월 15일 대한민국 정부 수립 직후 최용덕 국방부 차관의 특임행정보좌관 직책을 잠시 지냈으며 1955년에서 1956년까지 한국독립당 최고위원 직을 잠시 지냈다. 그 후 1958년 충청남도 도지사 직무대행 서리 직책도 잠시 지냈다.
그의 유해는 대한민국 국립 대전현충원에 안장되어 있다.

## 서훈
그는 1977년 3월 1일 대한민국 건국포장을, 1990년 3월 1일 대한민국 건국훈장 애국장을 각각 받았다.